# Pianeta Goldilocks

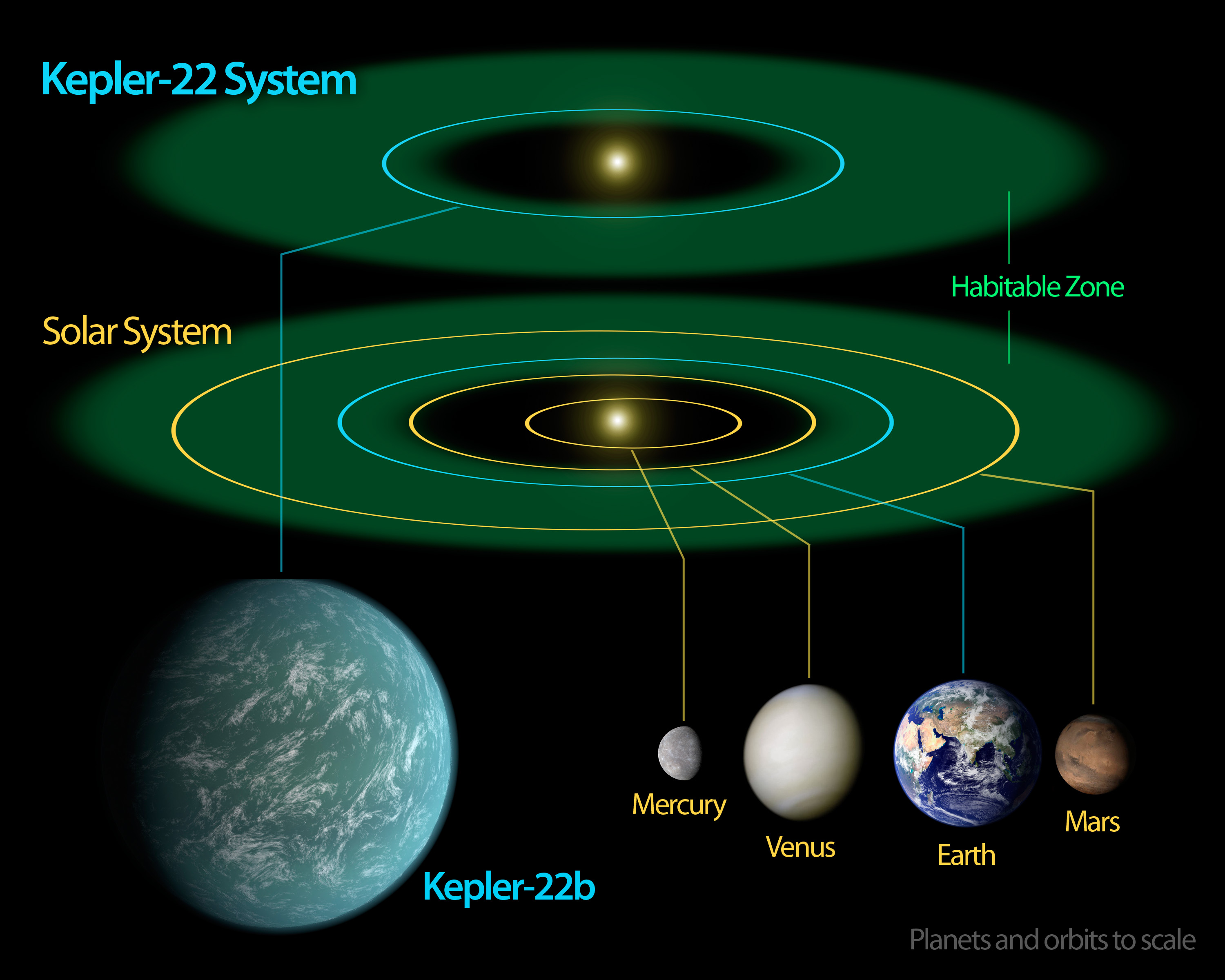
La zona abitabile di Kepler-22 confrontata con la zona abitabile del Sole.

Un pianeta Goldilocks, talvolta tradotto in italiano pianeta Riccioli d'oro, è un pianeta situato nella zona abitabile di una stella o di un sistema stellare, con caratteristiche tali da lasciar supporre l'esistenza di acqua liquida sulla sua superficie.

## Caratteristiche
Il nome deriva dalla fiaba per bambini Riccioli d'oro e i tre orsi, dove la bambina protagonista (chiamata appunto "Riccioli d'oro", in inglese Goldilocks) sceglie, da gruppi di tre elementi, sempre la via di mezzo, ignorando gli estremi (grande o piccolo, caldo o freddo, ecc). Allo stesso modo, un pianeta Goldilocks è un pianeta che non è né troppo vicino né troppo lontano da una stella, in modo da non escludere la presenza di acqua liquida sulla sua superficie, elemento fondamentale per la presenza di vita così come gli esseri umani la concepiscono. Il termine viene spesso utilizzato in particolar modo per i pianeti con dimensioni simili a quelle della Terra, tuttavia, anche i giganti gassosi, non adatti alla vita, possono essere chiamati pianeti Goldilocks, anche perché potrebbero essere dotati di esolune di dimensioni terrestri, adatte ad ospitare la vita. Il miglior esempio di pianeta Goldilocks è la Terra stessa.
I pianeti Goldilocks sono di interesse fondamentale per gli scienziati alla ricerca di vita extraterrestre, o per la ricerca di futuri luoghi abitabili per la razza umana. L'equazione di Drake, che tenta di stimare le probabilità di vita extraterrestre intelligente, include un fattore che rappresenta il numero medio di pianeti adatti alla vita in ogni sistema planetario. La scoperta di pianeti Goldilocks aiuta a perfezionare la stima risultante. Una stima bassa contribuirebbe all'ipotesi della rarità della Terra, che implica che solo una serie di eventi e condizioni estremamente improbabili ed eccezionali abbia portato alla nascita della vita sulla Terra. Alte stime rafforzerebbero invece il principio di mediocrità copernicano, in quanto un gran numero di pianeti Goldilocks scoperti dimostrerebbe che la Terra non ha nulla di speciale.
L'individuazione di pianeti Goldilocks di dimensioni terrestri è l'obiettivo fondamentale della missione Kepler, che utilizza un telescopio spaziale (lanciato nel 2009) per rilevare e compilare le caratteristiche di pianeti abitabili della zona osservata, una parte di cielo compresa tra le costellazioni del Cigno e della Lira. Il 4 novembre 2001, gli astronomi hanno riferito che, secondo i dati inviati da Kepler, potrebbero esistere fino a 40 miliardi di pianeti di dimensioni terrestri che orbitano nelle zone abitabili di stelle simili al Sole e di stelle nane rosse all'interno della Via Lattea. Di questi pianeti, 11 miliardi sono stimati essere quelli in orbita a stelle di tipo solare. Secondo gli scienziati, il più vicino di tali pianeti è situato a 12 anni luce dalla Terra.

## Esempi di pianeti Goldilocks
Il pianeta extrasolare 70 Virginis b era stato inizialmente soprannominato "Riccioli d'oro" perché si pensava fosse situato nella zona abitabile della stella, tuttavia il nuovo calcolo della distanza di 70 Virginis da parte di Hipparcos ha di fatto "allontanato" la zona abitabile dalla stella e si ritiene quindi che il pianeta sia troppo vicino ad essa per avere una temperatura confortevole per la vita. Stesso discorso per Gliese 581 c, che in precedenza era ritenuto essere posto alla giusta distanza dalla stella, ma una rivalutazione della zona abitabile di Gliese 581 suggerisce che si trovi troppo vicino ad essa e la temperatura dovrebbe quindi essere troppo elevata per lo svilupparsi della vita.
Alcuni pianeti che possono essere classificati pianeti Goldilocks sono: Gliese 667 Cc, una super Terra in orbita attorno a una nana rossa, Kepler-22 b, HD 40307 g, Kepler-283 c, Kepler-62 e, Gliese 832 c e Gliese 422 b. Orbitando una stella simile al Sole, Kepler-22 b è probabilmente il pianeta Goldilocks con maggiori similitudini con la Terra. Diversi pianeti infatti sono stati scoperti attorno a nane rosse, dove si pensa che possano esistere alcuni problemi per l'effettiva abitabilità degli stessi, al contrario dei pianeti che orbitano attorno a nane arancioni, che seppur meno comuni delle nane rosse sono stelle più adatte ad ospitare pianeti abitabili.
Il 2 febbraio 2011, il team della missione Kepler ha pubblicato una lista di 1.235 candidati pianeti extrasolari, di cui 54 che potrebbero essere situati nella "zona abitabile". Sulla base di tali risultati l'astronomo Seth Shostak stima che nel raggio di mille anni luce dalla Terra ci siano "almeno 30.000 mondi abitabili".